# Manduca prestoni

Manduca prestoni is een vlinder uit de familie van de pijlstaarten (Sphingidae). De wetenschappelijke naam van de soort werd in 1926 gepubliceerd door Bruno Gehlen.